# مارتین ولیسکا
مارتین ولیسکا (انگلیسی: Martín Vellisca؛ زادهٔ ۲۲ اوت ۱۹۷۱) بازیکن فوتبال اهل اسپانیا است.
از باشگاه‌هایی که در آن بازی کرده‌است می‌توان به باشگاه فوتبال آلمریا، باشگاه فوتبال ختافه، و باشگاه فوتبال رئال ساراگوسا اشاره کرد.